# 비전 트랜스포머

이미지 분류를 위한 비전 변환기 아키텍처

비전 트랜스포머(Vision transformer)는 트랜스포머로 구축된 이미지 처리 모델이다. 2020년  "An image is worth 16x16 words" 논문에 의해 이미지를 단어처럼 처리하면 어떨까 하는 아이디어에서 시작되어, 분야에 따라 종래의 합성곱 신경망과 비슷한 성능을 내고 있다.
잘 알려진 프로젝트로는 Xception, ResNet, DenseNet, Inception 등이 있다.

## 응용 분야
- 컴퓨터 비전
- 객체 탐지
- 딥페이크
- 영상 분할
- 이상 탐지
- 렌더링
- 클러스터 분석
- 무인 자동차

## 같이 보기
- 트랜스포머 (기계 학습)
- 어텐션 (기계 학습)
- 딥 러닝
- PyTorch
- 텐서플로